# Ann Macy Beha
Ann Macy Beha (Nueva York, 26 de junio de 1950) es una arquitecta estadounidense, fundadora y presidenta de Beha Architects en Boston, Massachusetts. Su trabajo se caracteriza por sus contenidos históricos, culturales y educativos.

## Primeros años y educación
Ann Macy Beha se graduó en Wellesley College en 1972 y obtuvo una Maestría en Arquitectura en el Instituto de Tecnología de Massachusetts en 1975. Mientras que en el MIT fundó una comunidad de servicios de arquitectura de la organización, y luego de su graduación trabajó en el MIT, en el Departamento de Arquitectura y como investigador Asociado. En 1987-88 hizo tecnicaturas en Harvard Graduate School of Design.

## Trayectoria
Macy Beha comenzó su carrera como consultor en la preservación histórica, trabajando con grupos de la comunidad en sus históricos edificios semi-abandonados. Fundó su empresa en 1980. Ann Beha Architects se encuentra en Boston y realiza obras a nivel nacional e internacional en edificios de importancia histórica, y también en diseños de nuevos edificios según la cultura académica y cívica de los clientes. Entre sus trabajos se incluyen el Edificio de Música en la Universidad de Pensilvania; el New Britain Museum of American Art en Connecticut; el Carl A. Field Center en la Universidad de Princeton; el Museo de Arte de Portland en Oregon; Saieh Hall de Economía en la Universidad de Chicago; Student Life and Performance Center en el Conservatorio de Música Nueva Inglaterra; la expansión de Cornell Law School; y el Cambridge Public Library, y Hotel Libertad. Beha Architects, fue seleccionada recientemente por el Departamento de Estado de EE. UU. para la rehabilitación de la Cancillería y la Embajada de EE. UU. en Atenas, Grecia, como parte del programa de excelencia en las instalaciones diplomáticas.

## Premios y reconocimientos
Beha ha recibido premios del Instituto Americano de Arquitectos y de Society for College and University Planning,. Recibió el premio del 25º aniversario del Massachusetts Historical Commission and the Lifetime Achievement Award en 2004, y también el premio Mujeres en el Diseño Premio a la Excelencia de la Sociedad de Arquitectos de Boston. Recibió de exalumnas el premio a los logros en el Wellesley College. Ha dado conferencias para la Universidad de Columbia, Universidad de Middlebury College, el Instituto de Arte de Chicago, AIA, Wisconsin, el MIT, la Universidad Roger Williams y la Harvard Graduate School of Design, entre otros, con distinciones en casi todos ellos.
Recibió el Public Library, American Institute of Architects, Honor Award for Architecture